# Joseph Oliver Bowers
Joseph Oliver Bowers (Massacre, 28 marzo 1910 – Accra, 5 novembre 2012) è stato un vescovo cattolico dominicense.

## Biografia
Nacque a Massacre, in Dominica; il padre era originario di Antigua. Ordinato missionario della Società del Verbo Divino nel 1939, nel 1952 fu eletto vescovo titolare di Ciparissia ed ausiliare di Accra, nell'allora Costa d'Oro britannica. È stato il primo vescovo nero ad essere consacrato negli Stati Uniti. Nel 1953 fu nominato vescovo di Accra.
Qui completò i lavori della cattedrale dello Spirito Santo, che fu aperta al pubblico nel 1957. Gli è riconosciuto il merito di avere triplicato i cattolici e le parrocchie in Ghana, e di aver aumentato significativamente il numero di sacerdoti nella diocesi di Accra.
Partecipò al Concilio Vaticano II.
Nel 1971 fu nominato primo vescovo della neocostituita diocesi di Saint John's; nel 1981 si ritirò, facendo ritorno nella sua isola natale, dove si stabilì a Mahaut. Nel corso degli anni Novanta fece ritorno in Ghana, dove morì il 5 novembre 2012 all'età di 102 anni.

## Genealogia episcopale
La genealogia episcopale è:
- Cardinale Scipione Rebiba
- Cardinale Giulio Antonio Santori
- Cardinale Girolamo Bernerio, O.P.
- Arcivescovo Galeazzo Sanvitale
- Cardinale Ludovico Ludovisi
- Cardinale Luigi Caetani
- Cardinale Ulderico Carpegna
- Cardinale Paluzzo Paluzzi Altieri degli Albertoni
- Papa Benedetto XIII
- Papa Benedetto XIV
- Papa Clemente XIII
- Cardinale Marcantonio Colonna
- Cardinale Giacinto Sigismondo Gerdil, B.
- Cardinale Giulio Maria della Somaglia
- Cardinale Carlo Odescalchi, S.I.
- Cardinale Costantino Patrizi Naro
- Cardinale Lucido Maria Parocchi
- Papa Pio X
- Papa Benedetto XV
- Papa Pio XII
- Cardinale Francis Joseph Spellman
- Vescovo Joseph Oliver Bowers, S.V.D.